# Flaga wyzwolenia Arabów

Flaga Zjednoczonej Republiki Arabskiej

Flaga wyzwolenia Arabów pochodzi z Egiptu. W roku 1953 młodzi oficerowie, którzy obalili króla Faruka, proklamując republikę zaprojektowali flagę symbolizującą:
- przelaną krew (czerwień)
- świetlaną przyszłość (biel)
- życie przed rewolucją w 1952 (czerń)

Później nazwaną ją Flagą Wyzwolenia Arabów. Używano jej równolegle z flagą państwową monarchii (biały półksiężyc i trzy gwiazdy na zielonym płacie) do 1958 roku, kiedy Syria i Egipt utworzyły Zjednoczoną Republikę Arabską. Dodano dwie gwiazdy symbolizujące te kraje.
Myśl panarabizmu przedstawiają kolory czterech arabskich dynastii: Ummajadów – biała; Abbasydów – czarna; Fatymidów – zielona i Haszymidów – czerwona. Po rozpadzie Republiki, Syria zachowała flagę z dwiema zielonymi gwiazdami.
Na fladze wyzwolenia Arabów, wzorowano bezpośrednio flagi:
- Egiptu
- Iraku
- Jemenu
- Syrii

a także, w pewnym stopniu
- Palestyny